# Polder d’Uitkerke
 (mars 2022).
 (mars 2022).
La mise en forme du texte ne suit pas les recommandations de Wikipédia : il faut le « wikifier ».
Les points d'amélioration suivants sont les cas les plus fréquents. Le détail des points à revoir est peut-être précisé sur la page de discussion.
- Les titres sont pré-formatés par le logiciel. Ils ne sont ni en capitales, ni en gras.
- Le texte ne doit pas être écrit en capitales (les noms de famille non plus), ni en gras, ni en italique, ni en « petit »…
- Le gras n'est utilisé que pour surligner le titre de l'article dans l'introduction, une seule fois.
- L'italique est rarement utilisé : mots en langue étrangère, titres d'œuvres, noms de bateaux, etc.
- Les citations ne sont pas en italique mais en corps de texte normal. Elles sont entourées par des guillemets français : « et ».
- Les listes à puces sont à éviter, des paragraphes rédigés étant largement préférés. Les tableaux sont à réserver à la présentation de données structurées (résultats, etc.).
- Les appels de note de bas de page (petits chiffres en exposant, introduits par l'outil «  Source ») sont à placer entre la fin de phrase et le point final[comme ça].
- Les liens internes (vers d'autres articles de Wikipédia) sont à choisir avec parcimonie. Créez des liens vers des articles approfondissant le sujet. Les termes génériques sans rapport avec le sujet sont à éviter, ainsi que les répétitions de liens vers un même terme.
- Les liens externes sont à placer uniquement dans une section « Liens externes », à la fin de l'article. Ces liens sont à choisir avec parcimonie suivant les règles définies. Si un lien sert de source à l'article, son insertion dans le texte est à faire par les notes de bas de page.
- La présentation des références doit suivre les conventions bibliographiques. Il est recommandé d'utiliser les modèles {{Ouvrage}}, {{Chapitre}}, {{Article}}, {{Lien web}} et/ou {{Bibliographie}}. Le mode d'édition visuel peut mettre en forme automatiquement les références.
- Insérer une infobox (cadre d'informations à droite) n'est pas obligatoire pour parachever la mise en page.

Pour une aide détaillée, merci de consulter Aide:Wikification.
Si vous pensez que ces points ont été résolus, vous pouvez retirer ce bandeau et améliorer la mise en forme d'un autre article.
 (mars 2022).
La réserve « Uitkerkse Polder », ou polder d’Uitkerke, s'étend depuis Le Coq / Blankenberge à Zuienkerke, le long du littoral flamand, et est composée d'une successions de prés salés, avec des mares, des canaux et des prairies de cultures et de pâturages. Elle est ponctués de plusieurs observatoires, sans arbres, ni haies.
Elle est surtout connue[Par qui ?] pour être une zone importante d’hivernage des oies et canards, mais elle accueille également une grande diversité d’espèces d’oiseaux nicheurs et migrateurs.

## Historique du site
Cette réserve qui fait 1400 ha, a été fondée en 1991 et est la plus grande réserve naturelle de Flandre occidentale. Ce type de paysage est l’un des derniers sur la côte flamande.
Ces prés salés que l’on peut trouver sur une partie du littoral flamand, sont menacés, et par conséquent la faune et la flore présente dans ceux-ci également.
L’intensification de l’agriculture moderne entraîne la destruction de ces espaces au profit de l’élevage : c’est en drainant et enrichissant ces sols que les agriculteurs les transforment en champs arables. 
Étant donné la qualité du site[réf. nécessaire], les enjeux, ainsi que sa vulnérabilité dans l’Union européenne, un LIFE belge a été créé, géré par l’association Natuurpunt, ce qui fait de cette zone un site Natura 2000. Natuurpunt peut grâce à ce LIFE rétablir les différents habitats en réhabilitant l’ancien modèle de gestion basé sur des défrichements avec des fossés, mares et rigoles), et réalise une gestion raisonnée basée sur la nature du site en partenariat avec les agriculteurs locaux.
Deux projets Life ont déjà été menés par Natuurpunt pour développer ces objectifs.
Un premier, où Natuurpunt a acheté 95 ha, et a pu en récupérer 114 ha de prés avec 10 kilomètres de rigoles. Ils ont également construit une nouvelle hutte pour l’observation.
La deuxième quant à lui a débuté en 2003, et avait pour objectif de renforcer les valeurs naturelles de la réserve, et d’organiser plus d’actions afin d’avoir un public constamment présent.
Par la suite, Natuurpunt a acquis 12 ha de prés supplémentaires, dont 30 ha de champs arables, avec pour but de les rétablir en prés salés.
Enfin, l’achat de 90 ha vers 2008 a permis la restauration de prés salés, avec un agrandissement des zones essentielles et la création de nouvelles.
L’engagement de beaucoup de bénévoles et agriculteurs locaux a rendu ce projet réalisable. Le but était l’investissement des habitants locaux afin de les sensibiliser pour ce site, et de créer des partenariats avec les agriculteurs pour la revente de leurs produits locaux et dans le même temps de les sensibiliser aux pratiques plus favorables pour la biodiversité.
Les objectifs de ce LIFE dans le polder sont :
- restaurer les prés salés pour qu’ils soient favorables pour les plantes typiques de ce milieu et pour les limicoles le fréquentant ;
- rétablir les strates végétatives typiques du polder qui sont en déperdition (la dune grise, la prairie, les zones partiellement en eau) ;
- faire de la région une zone de choix pour les hivernants, migrateurs et oiseaux nicheurs ;
- développer et promouvoir l’écotourisme afin de montrer les possibilités socio-économiques du réseau Natura 2000.

## Présentation du site
C'est la plus grande du genre que l’on peut trouver sur la côte : des paysages ouverts typiques des polders, avec des étendues de prés et pâturages dépourvus d’arbres ou de haies, avec une ressource en eau importante, alimentée par le canal de Blankenberge principalement. On trouve également des polders autour de ce site allant des alentours de Bruges, jusqu’à Ostende, ce qui le place au cœur d’une zone de grand intérêt écologique (faunistique et floristique).
L’itinéraire pour faire le tour du site est balisé avec des panneaux hexagonaux, et des postes d’observation sont accessibles à différents endroits depuis le chemin. Il existe 4 parcours possibles balisés, qui permet l’accès à différents observatoires et au mirador. Un centre des visiteurs, une cafétéria et une bibliothèque sont présents sur le polder.

## Faune et flore
Pendant plusieurs siècles, la mer a inondé la région plusieurs fois, ce qui a donné une forte concentration en sel dans le polder, et qui fait que les plantes qui y sont présentes sont adaptées à cette salinité.
Les concentrations de sel dans ce polder sont dues à plusieurs transgressions de la mer à travers les siècles. C’est pourquoi les plantes qui y poussent se sont adaptées à ces circonstances salées : l’Atropis maritime, le Suéda maritime, la spergulaire maritime, le Glaux maritime.
Ce milieu ouvert et marécageux est essentiel pour beaucoup d’espèces d’oiseaux.
Ces pâturages attirent beaucoup d’oies en hiver, qui sont visibles de mi-novembre à mi-février
De nombreux limicoles comme l’avocette élégante, la spatule blanche, le vanneau huppé, la gorgebleue à miroir, la sterne pierregarin et le busard des roseaux nichent dans le polder. La barge à queue noire y niche également, symbole de la richesse de ce polder.
Mais la réserve est surtout connue pour être l’aire d’hivernage de nombreux canards et oies comme l’oie des moissons, l’oie cendrée, l’oie rieuse, l’oie à bec court, les bernaches du Canada et nonnette, ainsi que pour les canards chipeau, souchet, siffleur, et pilet.
Aussi, 90 % de la population des oies à bec court hivernent dans la région entre Ostende et Knokke-Heist, où le polder d’Uitkerke occupe une place importante.
L'hiver est une bonne période pour visiter ce polder et ainsi voir des milliers d’oies et de canards, ainsi que le hibou des marais qui passe l’hiver dedans.
Tout au long de l’année, on observe un flux continu de va-et-vient d’oiseaux.
Le polder d’Uitkerke est devenu connu des ornithologues à la suite du stationnement d’un harfang des neiges durant l’hiver 2008-2009. L’hivernage des Oies dans celui-ci a également fait sa réputation.
Autre nicheurs importants connus
-         Barge à queue noire
-         Chevalier gambette
-         Huitrier pie
-         Canard souchet
-         Sarcelle d’été
-         Phragmite des joncs
-         Rousserole effarvatte
-         Hirondelle de fenêtre/rustique/de rivage
-         Canard chipeau
-         Fuligule morillon
Les hivernants et migrateurs les plus connus
-         Courlis cendré
-         Faucon pèlerin
-         Cygne de Bewick/chanteur
-         Canard siffleur
-         Bernache nonnette
-         Grive litorne/mauvis
-         Chevalier cul-blanc
-         Chevalier arlequin
-         Chevalier aboyeur
D’autres oiseaux présents
- Grande Aigrette ;
- pluvier doré ;
- héron garde-bœufs ;
- râle d’eau ;
- butor étoilé ;
- aigrette garzette ;
- combattant varié ;
- tournepierre à collier ;
- hibou moyen-duc ;
- fuligule milouin ;
- grèbe castagneux.

## Film documentaire
Des barges à queue noire et des vanneaux ont été filmés dans la réserve pour le film documentaire Notre nature (Onze Natuur), sorti en 2022.